# 中生鳗属
中生鳗属（学名：Mesomyzon）是发现于中国早白垩世义县组淡水地层中的一类已灭绝七鳃鳗。到目前为止，中生鳗属是唯一已知的后古生代七鳃鳗类化石种。
保存完好的中生鳗属化石显示出其现代七鳃鳗高度相似性，包括发达的吸吮式口盘、鳃篮、至少七对鳃囊和相应的鳃弓、鳃丝印痕，以及至少80个分布于肌肉组织上的肌节（Myomere）。
2018年进行的一项系统发生学分析表明，中生鳗属是与现代七鳃鳗演化关系最近的七鳃鳗类化石属种，尽管它与任何现代七鳃鳗类群都没有较密切的关系。